# Juan Guzmán Tapia
Juan Salvador Guzmán Tapia (San Salvador, El Salvador; 22 de abril de 1939-Santiago de Chile; 22 de enero de 2021) fue un abogado y juez chileno, reconocido internacionalmente por ser el primero en procesar al exdictador Augusto Pinochet por presuntos crímenes contra los derechos humanos.

## Biografía

### Infancia y estudios
Hijo del poeta y diplomático Juan Guzmán Cruchaga y de Raquel Tapia Caballero (hermana del pianista Arnaldo Tapia Caballero), Juan Guzmán Tapia nació en El Salvador, donde su padre se encontraba desempeñando labores diplomáticas; irónicamente su padrino fue el dictador salvadoreño Maximiliano Hernández Martínez.
Desde temprana edad pudo conocer en persona a algunos de los más destacados escritores e intelectuales latinoamericanos y europeos del siglo XX, tales como Pablo Neruda, Gabriela Mistral, Miguel Ángel Asturias, Jorge Luis Borges, Rafael Alberti, Juan Ramón Jiménez, Saint-John Perse, Eduardo Zamacois, Germán Arciniegas, Hernán Díaz Arrieta (Alone), Benjamín Subercaseaux, Daniel de la Vega, Jorge Rojas y Hugo Lindo, entre muchos otros.
Su infancia transcurrió entre Colombia (1941-43), Venezuela (1948) y Estados Unidos (1943-48 y 1949-51). En 1951 volvió a Chile donde, tras una breve estancia en Argentina (1953), se radicó definitivamente.
Estudió en el Saint George's College y se graduó en Derecho de la Pontificia Universidad Católica de Chile en 1965. En 1967 obtuvo una beca para estudiar Filosofía del Derecho en París. En 1968 fue testigo directo de los acontecimientos del mayo francés y conoció a Inés Watine, hija de un antiguo miembro de la Resistencia durante la Segunda Guerra Mundial, con quien se casó en 1970 y tuvo dos hijas.

### Carrera judicial
En marzo de ese año partió a Estados Unidos para trabajar como consejero financiero en un banco de San Francisco, pero el 30 de agosto retornó a Chile para trabajar como juez en Panguipulli. Su fluidez en el francés le permitió en 1971 obtener un pequeño papel en Estado de sitio, película de Costa-Gavras rodada en Chile, pero ambientada en Uruguay, que denuncia la intervención de Estados Unidos en Latinoamérica durante las décadas de 1960 y 1970, y el apoyo de la CIA a las dictaduras militares que proliferaron en el continente durante la Guerra Fría.
Debido a su educación conservadora y católica, al principio se opuso a Salvador Allende y apoyó el golpe de Estado del 11 de septiembre de 1973 encabezado por el general Pinochet, aunque lamentando la muerte del presidente.
En 1974 se desempeñó como juez en Santiago de Chile, donde descubrió los crímenes de la dictadura de Pinochet y la indiferencia cómplice del poder judicial ante esta situación. En 1983 fue trasladado a la Corte de Apelaciones de Talca, de la cual fue presidente en 1986. En 1989 fue designado a la Corte de Apelaciones de Santiago, donde fue miembro de la Corte Marcial hasta el retorno de la democracia (1990).
El 12 de enero de 1998 fue designado juez titular para investigar varias querellas contra Pinochet por homicidio, en el contexto de la masacre denominada «Operación Caravana de la Muerte» (septiembre de 1973). El 16 de octubre de ese mismo año, Pinochet fue arrestado en una clínica de Londres, lo que dio inicio a un proceso judicial que sólo terminaría tras la muerte del dictador en 2006.
Entre 1999 y 2004 encabezó numerosas exhumaciones de restos de detenidos desaparecidos, a raíz de los cuales creó la figura del «secuestro permanente». En 2000 logró el desafuero de Pinochet (en su calidad de senador designado y vitalicio) en el marco de 19 delitos de secuestro permanente, a los que se sumaron otros 57 casos de homicidio y éste fue procesado. Sin embargo, la Corte de Apelaciones dejó sin efecto el procesamiento al acoger un recurso de amparo de la defensa. En 2001 se abrió un nuevo proceso contra Pinochet, que fue sobreseído definitivamente por motivos de salud (fallo confirmado en 2002).

### Retiro y actividades posteriores

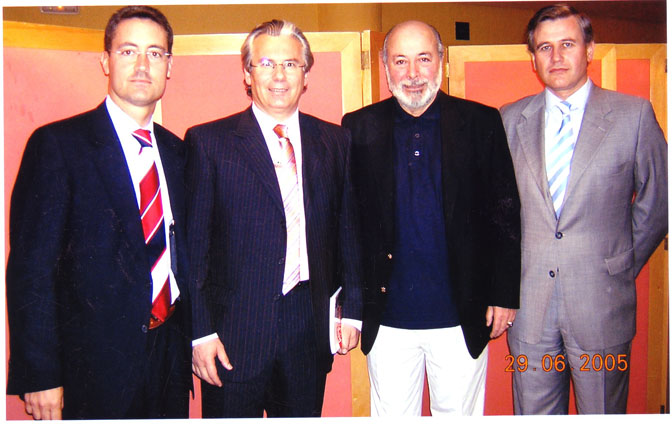
Guzmán junto al juez español Baltasar Garzón en 2005

Guzmán se retiró en 2005 y ese mismo año publicó sus memorias Au bord du monde. Les Mémoires du juge de Pinochet (En el borde del mundo: Memorias del juez que procesó a Pinochet). Hasta marzo de 2008 se desempeñó como decano de la Facultad de Ciencias Jurídicas y Sociales de la Universidad Central de Chile. También fue director del Instituto de Derechos Humanos de la Universidad Central de Chile, entidad que él mismo fundó.
Otras obras suyas son La sentencia (1996) y Código de ética profesional del abogado (1998). Ha recibido los premios Jordi Xifra Heras (Universidad de Gerona), Óscar Romero de Derechos Humanos (Dayton University) y Letelier-Moffitt (Institute for Policy Studies). En 2010 el Haverford College de Pensilvania le confirió el grado de doctor honoris causa, por su valiente defensa de los derechos humanos, aún bajo las circunstancias más adversas. En septiembre de 2013, al cumplirse 40 años del golpe militar, recibió junto a los juristas españoles Joan Garcés y Baltasar Garzón el Premio Homenaje a la Justicia, otorgado por la Fundación Charles Horman.
Juan Guzmán expresó su solidaridad con los cinco cubanos antiterroristas presos en los Estados Unidos entre 1998 y 2014, y su rechazo ante el bloqueo impuesto a Cuba por Estados Unidos.
En 2009 se presentó como candidato a senador independiente por la V Región Costa, sin éxito.